# هرقلية الدببة
هرقلية الدببة (الاسم العلمي:Heracleum ursinum) هي نوع غير مؤكد من النباتات يتبع جنس الهرقلية من الفصيلة الخيمية.